# Klaus Schulze
Klaus Schulze (Berlín, Alemania, 4 de agosto de 1947 - 26 de abril de 2022), 
artísticamente conocido también como Richard Wahnfried, fue un compositor de música electrónica, músico y productor discográfico alemán. Vinculado en sus inicios al Krautrock y la denominada Escuela de Berlín, fue miembro fundador de grupos como Tangerine Dream o Ash Ra Tempel. Su carrera en solitario consta de más de 60 álbumes y se ha desarrollado a lo largo de cinco décadas.Vinculado en sus inicios al Krautrock y la denominada Escuela de Berlín fue miembro fundador de grupos como Tangerine Dream o Ash Ra Tempel. Su carrera en solitario consta de más de 60 álbumes y se ha desarrollado a lo largo de cinco décadas.

## Biografía
Sus inicios en la música comienzan con varios años de estudio de guitarra clásica y la participación al bajo en un grupo de Düsseldorf llamado Les Barons. Durante sus estudios de filología germánica se demuestra como un compositor moderno y músico cercano a las teorías de la Universidad de Berlín. 
Es en Berlín donde inicia su carrera como músico profesional, como percusionista, formando parte de grupos pertenecientes a la escena alternativa berlinesa de finales de los años 60 y principios de los 70. Integrante de Psy Free (1967-1968), posteriormente fue miembro fundador de Tangerine Dream (1969-1970) y de Ash Ra Tempel. Dentro del grupo The Cosmic Jokers comenzó paulatinamente a realizar grabaciones con artistas como Harald Grosskopf y sesiones con Rolf-Ulrich Kaiser como productor. Asimismo formó parte de grupos como Go junto a artistas como Stomu Yamashita, Steve Winwood, Michael Shrieve y Al Di Meola. 
Su carrera en solitario comenzó con la publicación de Irrlicht (1972), álbum considerado visionario por la inclusión de máquinas grabadoras de cinta magnética y órgano eléctrico. A lo largo de los años 1970 destacan igualmente álbumes como Timewind (1975) y Moondawn (1976) en los que ya utiliza sintetizadores que se convertirán en seña de identidad en su carrera. A lo largo de los años 1980 Schulze adopta nuevo equipamiento e instrumentación digital y bajo su pseudónimo Richard Wahnfried realiza publicaciones de música electrónica menos experimentales y más accesibles. Tras probar diferentes evoluciones como la utilización de sampler a lo largo de los años 1990, en álbumes como Beyond Recall (1991), también ha realizado álbumes próximos estilísticamente a la música clásica (Goes Classic de 1994) y la ópera Totentag (1994), con voces operáticas humanas y sampling instrumental y vocal, o el ambient techno (la serie The Dark Side Of The Moog).

## Discografía

### Álbumes en solitario
Los conciertos de Klaus Schulze se basan en composiciones originales que se registran en vivo y posteriormente son editados como álbumes en solitario. En el año 2005 comenzó un intenso programa de reedición de los discos de Schulze en formato CD incluyendo, además de las grabaciones originales, numeroso material adicional como temas extras, discos adicionales o DVD. Esta labor ha sido publicada por el sello discográfico Revisited Records (una división de la empresa alemana InsideOut Music 1) y han sido distribuidos por SPV.
- Irrlicht (1972)
- Cyborg  (1973)
- Blackdance (1974)
- Picture Music (1975)
- Timewind (1975)
- Moondawn - The Original Master (1976)
- Body Love (1977)
- Mirage (1977)
- Body Love Vol. 2 (1977)
- "X" (2 CDs) (1978)
- Dune (1979)
- ... Live... (1980)
- Dig it (CD + DVD)  (1980)
- Trancefer (1981)
- Audentity (2 CDs) (1983)
- Dziekuje Poland Live 1983  (2 CDs) (1983)
- Angst (1984)
- Inter*Face (1985)
- Dreams (1986)
- En=Trance (1988)
- Miditerranean Pads (1990)
- The Dresden Performance (Live) (2 CDs) (1990)
- Beyond Recall (1991)
- Royal Festival Hall Vol. 1 (Live) (1992)
- Royal Festival Hall Vol. 2 (Live) (1992)
- The Dome Event (Live) (1993)
- Le Moulin de Daudet (1994)
- Goes Classic (1994)
- Totentag (Opera) (2 CDs) (1994)
- Das Wagner Desaster - Live - (Live) (2 CDs) (1994)
- In Blue (3 CDs) (1995)
- Are You Sequenced? (2 CDs) (1996)
- Dosburg Online (1997)
- Live @ KlangArt 1 (Live) (2001)
- Live @ KlangArt 2 (Live) (2001)
- Andromeda (Promo CD) (2003)
- Ion (Promo CD) (2004)
- Moonlake (2005)
- Kontinuum (2007)
- Farscape (2 CDs) (2008)
- Rheingold (2 CDs y/o 2 DVD) (2008)
- Dziekuje Bardzo (3 CDs y 1 DVD adicional) (2009)
- Big in Japan (Japanese Version) (2 CDs y 1 DVD adicional) (2010)
- Big in Japan (European Version) (2 CDs y 1 DVD adicional) (2010)
- Big in Japan (American Edition) (2 CDs y 1 DVD adicional) (2011)
- Shadowlands (2013)
- Big in Europe Vol. 1 (1 CD y 2 DVD) (2013)
- Big in Europe Vol. 2 (2 CD y 2 DVD) (2014)
- Stars are Burning (2014)
- Eternal - The 70th Birthday Edition (2017)
- Silhouettes (2018)
- Next of Kin (2019)
- Deus Arrakis (2022)
- 101, Milky Way (2024)
- Bon Voyage (Live Audimax Hamburg 1981) (2025)

### (Richard) Wahnfried
Las canciones de estos discos son composiciones originales de Schulze acompañado por músicos invitados. Inicialmente se publicaron bajo el alias Richard Wahnfried y posteriormente como Wahnfried.
- Time actor (1979)
- Tonwelle (1981)
- Megatone (1984)
- Miditation (1986)
- Trancelation (1994)
- Trance Appeal (1996)
- Drums 'n' Balls (The Gancha Dub) (1997)

### Boxed sets CD
Entre 1993 y 2002 Klaus Schulze edita varios discos en formato de caja de edición limitada con composiciones que no se incluyen en ninguno de sus discos. La colección prosigue en una segunda etapa a partir de 2005 con las series Ballett y, especialmente, La vie electronique de la que se han publicado 14 entregas hasta el año 2014.
- Silver Edition (1993)
- Historic Edition (1995)
- Jubilee Edition (1997)
- The Ultimate Edition (2000)
- Contemporary Works I (2000)
- Contemporary Works II (2002)
- Vanity of Sounds (2005)
- The Crime of Suspense (2006)
- Ballett 1 (2006)
- Ballett 2 (2006)
- Ballett 3 (2007)
- Ballett 4 (2007)
- Virtual Outback (2008)
- La Vie Electronique 1 (3 CDs) (2009)
- La Vie Electronique 2 (3 CDs) (2009)
- La Vie Electronique 3 (3 CDs) (2009)
- La Vie Electronique 4 (3 CDs) (2009)
- La Vie Electronique 5 (3 CDs) (2010)
- La Vie Electronique 6 (3 CDs) (2010)
- La Vie Electronique 7 (3 CDs) (2010)
- La Vie Electronique 8 (3 CDs) (2010)
- La Vie Electronique 9 (3 CDs) (2011)
- La Vie Electronique 10 (3 CDs) (2011)
- La Vie Electronique 11 (3 CDs) (2012)
- La Vie Electronique 12 (3 CDs) (2012)
- La Vie Electronique 13 (3 CDs) (2013)
- La Vie Electronique 14 (3 CDs) (2014)
- La Vie Electronique 15 (3 CDs) (2014)
- La Vie Electronique 16 (3 CDs) (2015)
- Privée (3 CDs) (2016)

### The Dark Side Of The Moog
La serie de grabaciones The Dark Side Of The Moog es una colaboración de Klaus Schulze con Pete Namlook. También colaboró el músico Bill Laswell entre los discos 4 y 7. Cada disco contiene un título que parodia alguno de los discos del grupo Pink Floyd. La serie se anunció que constaría de diez discos pero se editó un volumen número once en formato de disco doble. The Dark Side of the Moog: The Evolution of the Dark Side of the Moog (2002) es un disco que contiene extractos de las canciones editadas en los ocho discos anteriores.
- The Dark Side of the Moog: Wish You Were There (1994)
- The Dark Side of the Moog II: A Saucerful of Ambience (1994)
- The Dark Side of the Moog III: Phantom Heart Brother (1995)
- The Dark Side of the Moog IV: Three Pipers at the Gates of Dawn (1996)
- The Dark Side of the Moog V: Psychedelic Brunch (1996)
- The Dark Side of the Moog VI: The Final DAT (1997)
- The Dark Side of the Moog VII: Obscured by Klaus (1998)
- The Dark Side of the Moog VIII: Careful With the AKS, Peter (1999)
- The Dark Side of the Moog: The Evolution of the Dark Side of the Moog (2002) (compilación)
- The Dark Side of the Moog IX: Set the Controls for the Heart of the Mother (2002)
- The Dark Side of the Moog X: Astro Know Me Domina (2005)
- The Dark Side of the Moog XI: The Heart of Our Nearest Star (2 CDs) (2008)

### Singles
- «Macksy» (1985)
- «Berlin 1» (1986)
- «Unikat» (1989)
- «Face of Mae West» (1990)
- «Große Gaukler Gottes» (1994)
- «Vas Insigne Electionis» (1994)
- «Conquest Of Paradise» (1994)
- «Soirée Académique» (1996)
- «Les Bruits des Origines» (1996)
- «Dédié à Hartmut» (1996)
- «Ooze Away» (1996)
- «Ein würdiger Abschluß» (1996)
- «Dreieinhalb Stunden» (1996)
- «Himmel und Erde» (1996)
- «Der vierte Kuss» (1996)
- «The Schulzendorf Groove» (1998)
- «Manikin Jubilee» (2002)
- «Schrittmacher» (2004)
- «Zenit» (2008)
- «Invisible Musik» (2008)
- «Hommage à Polska» (2009)

### Otras grabaciones
Con Tangerine Dream
- Electronic Meditation (1970)

Con Ash Ra Tempel
- Ash Ra Tempel (1971)
- Join Inn (1973)
- Friendship (2000)
- Gin Rosé at the Royal Festival Hall (2000)

Con Walter Wegmüller
- Tarot (1973)

Con Sergius Golowin
- Lord Krishna von Goloka (1973)

Con The Cosmic Jokers
- The Cosmic Jokers (1974)
- Planeten Sit In (1974)
- Galactic Supermarket  (1974)
- Sci Fi Party (1974)
- Galactic Supermarket (1974)
- Gilles Zeitschiff (1974)

Con Stomu Yamashita
- Go  (1976)
- Go Live From Paris (1976)
- Go Too (1977)

Con Rainer Bloss
- Drive Inn (1984)
- Drive Inn II (1990)

Con Rainer Bloss y Ernst Fuchs
- Aphrica (1984)

Con Michael Shrieve y Kevin Shrieve
- Transfer Station Blue (1984)

Con Andreas Grosser
- Babel  (1987)

Con Lisa Gerrard
- Come Quietly (2009)

Con Günter Schickert
- The Schulze-Schickert Session (2013)

Con Hans Zimmer
- Grains of Sand del álbum The Dune Sketchbook (2021)